# Charles Marie de La Condamine
Charles Marie de La Condamine (Parijs, 28 januari 1701 – aldaar, 4 februari 1774) was een Frans wiskundige en geograaf.
La Condamine was afkomstig uit een rijke en adellijke familie. Na zijn studie werd hij aanvankelijk militair, maar zijn hart lag bij wetenschap en wiskunde. In 1730 werd hij toegelaten tot de Académie des sciences, maar al in 1731 maakte hij een reis naar het oostelijke Middellandse Zeegebied, waarvan hij de waarnemingen publiceerde.

## Expeditie
In 1735 vertrok La Condamine op een onder andere door hem voorgestelde expeditie naar Peru om de lengte van een breedtegraad rond de evenaar vast te stellen, de Franse geodetische missie. Het doel was het bepalen van de vorm van de aarde – Isaac Newton, daarin gesteund door Voltaire, dacht dat de aarde afgeplat zou zijn aan de polen en een uitstulping had aan de evenaar, terwijl de Franse astronoom Giovanni Cassini, naar René Descartes juist een uitstulping aan de pool en een afplatting bij de evenaar voorspelde. Twee expedities, die van La Condamine naar Peru en één naar Lapland onder Pierre Louis de Maupertuis, moesten hierover uitsluitsel geven. Naast La Condamine waren de belangrijkste leden de wiskundige Louis Godin en de astronoom Pierre Bouguer.
Vanuit La Rochelle zeilde de expeditie naar Cartagena, en vervolgens via de isthmus van Panama en langs de kust richting Quito. La Condamine kreeg echter ruzie met zijn reisgenoten, en trok alleen verder langs de rivier Esmeraldas. Zo werd hij ooggetuige van de winning door de bevolking van caoutchouc. Op 4 juni 1736 bereikte hij Quito, vanwaar hij monsters van natuurrubber verzond naar de Académie Royale des Sciences in Parijs.
In Quito sloot hij zich weer aan bij de rest van de expeditie. Hier werden ze echter door de bevolking en autoriteiten tegengewerkt. La Condamine trok uiteindelijk naar Lima. Daar kreeg hij officiële toestemming zijn expeditie voort te zetten, maar er waren wel 8 maanden verloren gegaan. Bovendien werd in 1737 de subsidie van de expeditie stopgezet toen Maupertuis terugkeerde met data die al voldoende waren om aan te tonen dat Newton gelijk had.
Pas in 1743 was het onderzoek voltooid en de diverse expeditieleden gingen hun eigen weg. La Condamine besloot langs de Amazone via Cayenne naar Europa terug te keren en daarbij de rivier in kaart te brengen. Inmiddels was Frankrijk in Europa echter betrokken geraakt in de Oostenrijkse Successieoorlog en La Condamine was bang dat een Frans schip vanuit Cayenne gekaapt zou worden. Hij stuurde daarom vanuit Cayenne een brief aan gouverneur Mauricius van Suriname met het verzoek of hij vanuit Paramaribo met een Nederlands schip naar Europa kon varen. Dit verzoek werd ingewilligd, als tegenprestatie voerde hij ook nog in Paramaribo een plaatsbepaling uit aan de Stenen Trap. Vanuit Paramaribo nam hij de boot naar Amsterdam, om van daaruit naar Parijs te reizen, waar hij in februari 1745 aankwam.
Latere bezigheden van La Condamine zijn onder meer het meten van oude gebouwen in Rome om de lengte van de Romeinse voet te bepalen, en het bevorderen van de vaccinatie tegen pokken.
In 1760 werd La Condamine verkozen tot lid van de Académie française.

## Gedeeltelijke bibliografie

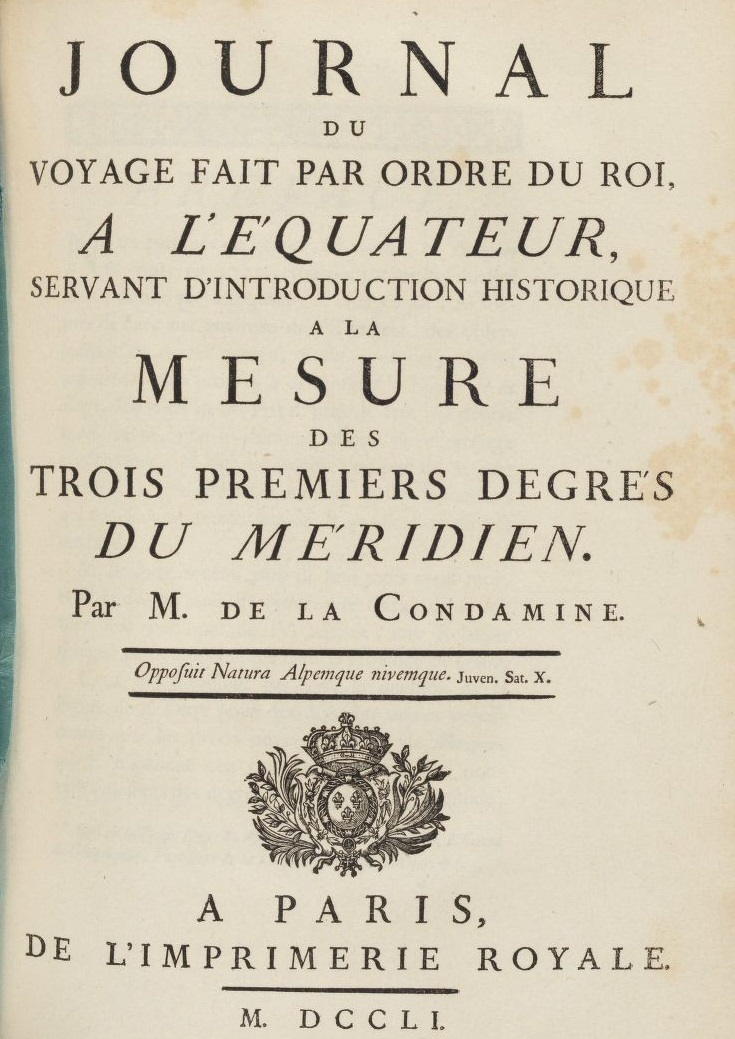
Journal du voyage fait par ordre du roi, a l’équateur, 1751

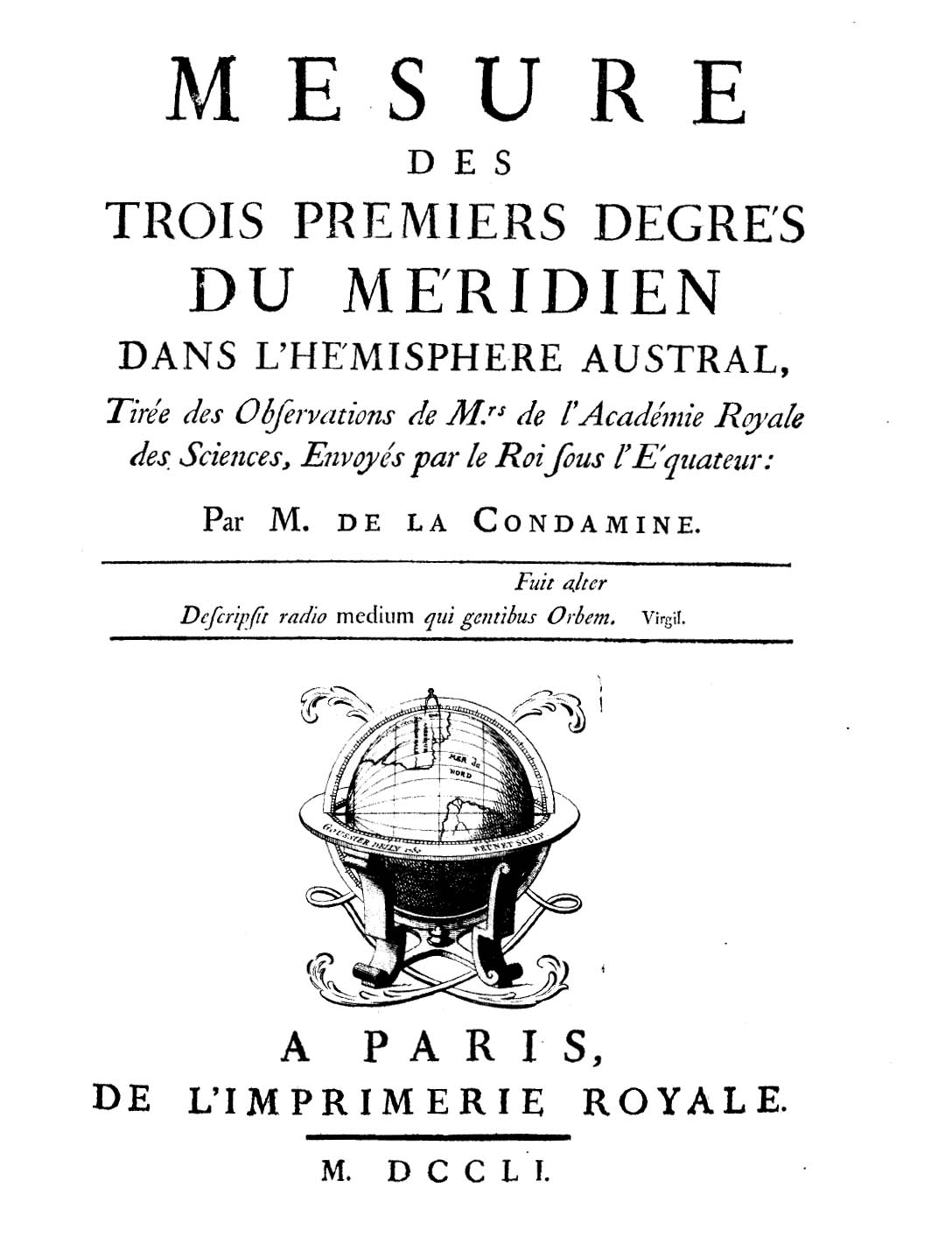
Mesure des trois premiers degrés du méridien dans l'hémisphere austral, 1751

- Extracto del diario de observaciones hechas en el viage de la provincia al Pará, por el Río de las Amazonas; y del Pará a Cayana, Surinam y Amsterdam [...] (Amsterdam 1745)
- Mesure des trois premiers degrés du méridien dans l'hemisphere austral, tirée des observations de mémoirs de l'Académie des sciences (Parijs 1745)
- Relation abrégée d'un voyage fait dans l'intérieur de l'Amérique Méridionale, depuis la côte de la mer du Sud jusqu'à celle du Brésil et de la Guyane [...] (Parijs 1745-46)
- Journal du voyage fait par ordre du roi à l'équateur [...] (Parijs 1751)
- Histoire de l'inoculation de la petite vérole (Amsterdam 1773)